# Vincent Michelot
Pour les articles homonymes, voir Michelot.
Vincent Michelot, né le 21 avril 1961, est un universitaire français spécialiste de l'histoire politique des États-Unis. Il a été directeur de l'Institut d'études politiques de Lyon.

## Biographie

### Jeunesse et études
Vincent Michelot a étudié à l'École normale supérieure de Fontenay-Saint-Cloud (1981). En 1984, il a été reçu à l'agrégation d'anglais. Il est titulaire d'un doctorat à la suite de la défense d'une thèse portant sur les nominations à la Cour suprême des États-Unis (Les nominations à la Cour suprême des États-Unis (1937-1987) : aspects politiques), à l'université d'Aix-Marseille (université de Provence) en 1996. 
Il est titulaire d'une habilitation à diriger des recherches de l'Institut d'études politiques de Paris sur la dynamique des pouvoirs aux États-Unis obtenue en 2004.

### Parcours professionnel
Il effectue son service militaire au consulat de France à Houston en 1986-1987, en tant qu'attaché culturel. Il a enseigné au Amherst College, à l'université Brown ainsi qu'à l'université de Virginie. 
À la suite de son séjour comme boursier Fulbright à Charlottesville (1991-1992), il a créé avec ses collègues américains des départements de français, d'histoire et de sciences politiques un programme d'échange universitaire particulièrement actif entre l'université de Virginie d'un côté et l'Institut d'études politiques de Lyon et l'université Lyon 2 de l'autre. 
Directeur des relations internationales de Sciences Po Lyon entre septembre 2011 et juillet 2014, il fait profiter cette institution de sa connaissance du système universitaire américain pour l'extension du nombre de partenariats disponibles.
Il a été élu directeur de Sciences Po Lyon par le conseil d'administration de l'Institut le 2 juin 2014, avec 22 voix pour et 6 abstentions. Le 16 février 2016, il quitte ses fonctions après la démission de son équipe dirigeante pour cause de désaccord.
Vincent Michelot est professeur des universités à l'Institut d'études politiques de Lyon, où il enseigne l'histoire politique des États-Unis. 

### Autres fonctions
Vincent Michelot a été vice-président du jury de l'agrégation externe d'anglais de 2008 à 2010.
Il participe également régulièrement à des conférences au Miller Center of Public Affairs de l'Université de Virginie, ou au CERI (IEP de Paris). Invité fréquent des différentes chroniques de RFI, France Info et de France Culture, il contribue régulièrement à l'analyse de la vie politique américaine, notamment sur le site internet du journal Le Monde. 
Il est l'auteur de L'empereur de la maison blanche (2004) et de Le président des États-Unis : Un pouvoir impérial ? (2008). Auteur de nombreux articles sur la vie politique contemporaine des États-Unis dans des revues telles Le Débat, Hérodote, La Revue française d'études américaines, Politique américaine, Vingtième siècle ou encore la Revue de l'IRIS. Il est coorganisateur de l'Atelier Amérique du Nord. Il a codirigé avec Olivier Richomme, Le Bilan d'Obama, paru en 2012 aux Presses de Sciences Po.
En septembre 2019, il est nommé attaché de coopération universitaire auprès de la mission culturelle et universitaire française à Washington D.C

## Prises de positions

### Candidature de Donald Trump
Fin juillet 2015, Vincent Michelot affirme que Donald Trump « n’a aucune envie de devenir président des États-Unis » et que sa candidature « n’a aucune chance d’aboutir. Ce n’est que de la pub pour son empire immobilier et pour ses émissions télé, pub qu’il fait sur le dos du processus démocratique américain ». Alors que Donald Trump est sur le point de remporter les primaires républicaines, en mai 2016, Vincent Michelot estime que ses chances d'être élu président sont « quasi nulles » et conditionnées à la survenue d'un événement exceptionnel. Une fois Donald Trump élu, il concède « une faillite collective dans l'analyse de l'évolution de l'électoral américain » et « reconna[ît] avoir [lui]-même échoué à en mesurer l'ampleur ».

## Publications
- Bush, l'empereur de la Maison-Blanche, Armand Colin, 8 octobre 2004, 213 p. (ISBN 978-2-200-26622-6)
- Le président des États-Unis : Un pouvoir impérial ?, Paris, Éditions Gallimard, coll. « Découvertes Gallimard / Histoire » (no 532), 16 octobre 2008, 128 p. (ISBN 978-2-07-035818-2)
- avec Olivier Richomme (dir.), Le bilan d'Obama, Paris, Les Presses de Sciences Po, 22 mars 2012, 371 p. (ISBN 978-2-7246-1191-5)
- Kennedy, Paris, Folio, 14 mars 2013, 304 p. (ISBN 978-2-07-044271-3)
- (en) Les États-Unis en crise et en guerre : Les années Roosevelt (1932-1945), Paris, Fahrenheit, 2013, 300 p. (ISBN 978-2-9540919-6-9); coécrit avec Andrew Diamond, Romain Huret et Jean-Christian Vinel